# Socket FS1
Socket FS1 — разъём для микропроцессоров, разработанный компанией AMD для собственных мобильных процессоров Fusion под кодовым названием Llano. Разъём был выпущен в июне 2011 года вместе с первым процессором этой серии.
Разъём имеет 722 отверстия для выводов процессора, запирание и освобождение процессора осуществляется специальным рычагом.
Первая модель разъёма поддерживает двух- и четырёхъядерные процессоры с тактовой частотой до 2,2 ГГц и тепловыделением до 45 Ватт.
В середине 2012 года была выпущена новая модель разъёма (Socket FS1r2), предназначенная для мобильных процессоров серий Trinity и Richland. Несмотря на полное физическое соответствие, эти процессоры не работают с первой моделью разъёма.
Обе модификации сокета поддерживают суммарно не менее 22 моделей процессоров (2-х и 4-х ядерные) с тактовой частотой до 2900 МГц.